# Moon Shot
Moon Shot ist eine finnische Rockband, die 2019 gegründet wurde. Die Band besteht aus ehemaligen Mitgliedern von Lapko, Disco Ensemble und Children of Bodom. Sie steht beim deutschen Musiklabel Reaper Entertainment unter Vertrag.

## Geschichte
Moon Shot veröffentlichte ihr Debütalbum Confession am 21. Oktober 2021. Im Mai 2023 eröffnete sie als Vorband für die ebenso finnische Band Cyan Kicks auf deren Tour I Never Said 4ever, um ihre Bekanntheit auch in Deutschland zu erhöhen. Das zweite Album The Power erschien am 26. April 2024 und wurde durch ihr neues Label Reaper Entertainment veröffentlicht. Moon Shot begleitet The New Roses auf deren „Attracted to Danger Tour 2024“ als Special Guest. Um ihr neues Album The Power zu promoten, wird die Band mit der „The Power Tour 2025“ im Frühling 2025 in Deutschland selbst auf Tour gehen. Ein zusätzliches Konzert wird in Wien stattfinden. Bei Radiosendern wie Radio Bob und Rock Antenne erhalten sie nun erste Airplay-Zeiten. Mit der Single Broken Bones, welche am 17. Januar 2025 veröffentlicht wurde, wird die gleichnamige EP vorangekündigt. Diese soll am 4. April 2025 veröffentlicht werden.

## Diskografie

### Studioalben
| Jahr | Titel Musiklabel               | Höchstplatzierung, Gesamtwochen, AuszeichnungChartsChartplatzierungen (Jahr, Titel, Musiklabel, Platzierungen, Wochen, Auszeichnungen, Anmerkungen) | Anmerkungen                            |
| Jahr | Titel Musiklabel               | FI | Anmerkungen                            |
| ---- | ------------------------------ | --- | -------------------------------------- |
| 2021 | Confession OMN Label Services  | FI7 (1 Wo.)FI | Erstveröffentlichung: 21. Oktober 2021 |
| 2024 | The Power Reaper Entertainment | FI18 (1 Wo.)FI | Erstveröffentlichung: 26. April 2024   |

### Singles
- 2020: Big Bang
- 2021: Blood Looks Cool
- 2021: Confession
- 2021: Agony Walk
- 2021: Cut the Corners
- 2023: Yes!
- 2023: Shadow Boxer
- 2024: Blackened Spiral
- 2024: The Power
- 2025: Broken Bones